# Hansjörg Kunze
Hansjörg Kunze (* 28. prosince 1959, Rostock, Meklenbursko-Přední Pomořansko) je bývalý východoněmecký atlet, běžec, který se věnoval středním, převážně však dlouhým tratím.
V roce 1977 na juniorském ME v Doněcku si doběhl v závodě na 3000 metrů pro bronz. Dvakrát vybojoval na MS v atletice (Helsinky 1983, Řím 1987) bronzovou medaili v běhu na 10 000 metrů.
V roce 1988 získal na letních olympijských hrách v jihokorejském Soulu bronz na poloviční trati. Na desítce doběhl ve finále na 6. místě. Reprezentoval také na letní olympiádě 1980 v Moskvě, kde v běhu na 5000 metrů skončil v semifinále.